# Isao Koizumi
Isao Koizumi (jap. 小泉勲 Koizumi Isao; ur. 2 lipca 1945 w Tokio) – japoński siatkarz, medalista igrzysk olimpijskich, mistrzostw świata, uniwersjady i igrzysk azjatyckich.

## Życiorys
Koizumi tryumfował wraz z reprezentacją Japonii podczas igrzysk azjatyckich 1966 odbywających się w Bangkoku oraz na uniwersjadzie 1967 w Tokio. Wystąpił na igrzyskach olimpijskich 1968 w Meksyku. Zagrał wówczas we wszystkich meczach olimpijskiego turnieju, a jego zespół po siedmiu zwycięstwach i dwóch porażkach zajął 2. miejsce. W 1970 roku zdobył złoty medal igrzysk azjatyckich w Bangkoku oraz brąz mistrzostw świata w Bułgarii.
Jest absolwentem Uniwersytetu Chūō. Był zawodnikiem klubu Yawata Steel.